# Tim McCord
Tim McCord (født 28. juni 1979 i Sacramento, Californien) er en amerikansk bassist i det amerikanske band Evanescence.